# Eric Weisstein
Eric Wolfgang Weisstein (* 18. März 1969 in Bloomington) ist ein US-amerikanischer Enzyklopädist der Mathematik und Astronom. Er ist der Verfasser der Internet-Enzyklopädie MathWorld.
Weisstein studierte Physik und Astronomie an der Cornell University mit dem Bachelor-Abschluss 1990 und wurde 1996 am Caltech in Planetologie promoviert (Millimeter/Submillimeter Fourier Transform Spectroscopy of Jovian Planet Atmospheres). Als Student arbeitete er am Arecibo-Observatorium und am Goddard Space Flight Center, wo er mit Visualisierungssoftware für Hurrikane befasst war. 1996 ging er an die University of Virginia.
Bereits 1995 hatte er begonnen, an einer Internet-Enzyklopädie der Mathematik zu arbeiten, aus der auch ein Buchprojekt mit der CRC Press wurde (CRC Concise Encyclopedia of Mathematics, in 1. Auflage 1999 erschienen). 1999 ging er als Enzyklopädist für den weiteren Ausbau von MathWorld zu Wolfram Research. Wegen eines Urheberrechtsstreits mit CRC Press war MathWorld ab Oktober 2000 etwa ein Jahr offline, bevor sich Wolfram Research mit dem Verlag einigte. Das gab den Anstoß für eine weitere Internet-Enzyklopädie der Mathematik, PlanetMath, die kollaborativ erstellt wird. 2002 begann Weisstein an einer neuen Web-Enzyklopädie namens ScienceWorld mit Schwerpunkt in Naturwissenschaften zu arbeiten und er plant daneben weitere Enzyklopädien. Bei Wolfram Research macht er ebenfalls an der Weiterentwicklung von deren Hauptprodukt Mathematica mit – er ist Experte für Mathematica seit den 1990er Jahren, integrierte Mathematica in MathWorld durch Verfassen zahlreicher Mathematica-Notebooks zu den Artikelinhalten und berät die Entwickler.
Von den rund 13.000 Einträgen bei MathWorld stammen die meisten von Weisstein.
Er war Berater der CBS-Fernsehserie Numbers.
Seit 2014 ist er Mitglied der Global Digital Mathematical Library Working Group der IMU.